# Brumov-Bylnice
Brumov-Bylnice (en allemand : Freistadt) est une ville du district et de la région de Zlín, en Tchéquie. Sa population s'élevait à 5 400 habitants en 2025.

## Géographie
Brumov-Bylnice se trouve à la frontière avec la Slovaquie, à 31 km au sud-est de Zlín, à 104 km à l'est de Brno et à 281 km au sud-est de Prague.
La commune est limitée par Valašské Klobouky au nord, par Návojná et Nedašov au nord-est, par Slovaquie au sud-est, par Racková et Štítná nad Vláří-Popov à l'ouest, et par Vlachovice au nord-ouest.

## Histoire
Un château royal est construit à cet endroit dans la première moitié du XIIIe siècle.

## Administration
La commune est composée de quatre sections :
- Brumov
- Bylnice
- Sidonie
- Svatý Štěpán

## Transports
Par la route, Brumov-Bylnice se trouve à 6 km de Valašské Klobouky, à 42 km de Zlín, à 123 km de Brno et à 329 km de Prague.